# Zuid-Afrikaanse pootloze skink
De Zuid-Afrikaanse pootloze skink (Acontias breviceps) is een hagedis uit de familie skinken (Scincidae).

## Naamgeving
De wetenschappelijke naam van de groep werd voor het eerst voorgesteld door Robert Essex in 1925. Later werd de soort beschreven als ondersoort van Acontias plumbeus. De soortaanduiding breviceps is afgeleid van brevis, 'kort' en caput, 'kop'. In de Zuid-Afrikaanse taal wordt de naam kortkop pootlose gladde akkedis gebruikt.

## Uiterlijke kenmerken
De skink bereikt een lichaamslengte van ongeveer 10 centimeter, de lichaamskleur is bruin. De skink heeft een lang en glanzend lichaam, pootjes ontbreken. Het lichaam is zo klein en dun dat het dier moeilijk van een worm is te onderscheiden. De hooropeningen zijn bedekt met schubben, graafskinken hebben wel oogleden, maar deze zijn onbeweeglijk. Ze zijn vergroeid met de ogen en vormen een soort doorzichtige bril, zodat de skink geen zand in zijn ogen krijgt tijdens het graven. Dit komt ook voor bij veel gekko's en vrijwel alle slangen.

## Levenswijze
De Zuid-Afrikaanse pootloze skink leeft van insecten en kleine gewervelden zoals kikkers. De hagedis graaft holen onder de grond en komt zelden boven. De vrouwtjes zetten geen eieren af maar zijn eierlevendbarend, de jongen zijn direct zelfstandig. Per worp komen drie tot vier jongen ter wereld.

## Verspreiding en habitat
De pootloze graafskink komt voor in Afrika en leeft endemisch in Zuid-Afrika. De hagedis is aangetroffen in de provincies KwaZoeloe-Natal, Mpumalanga en Oost-Kaap.
De habitat bestaat uit graslanden met een losse ondergrond zodat het dier gemakkelijk kan graven. De skink wordt vaak aangetroffen onder stenen, houtblokken en in de strooisellaag. De soort is aangetroffen op een hoogte van 1300 tot meer dan 2200 meter boven zeeniveau.
Door de internationale natuurbeschermingsorganisatie IUCN wordt de soort als 'veilig' beschouwd (Least Concern of LC).